# Philippus Vaecx

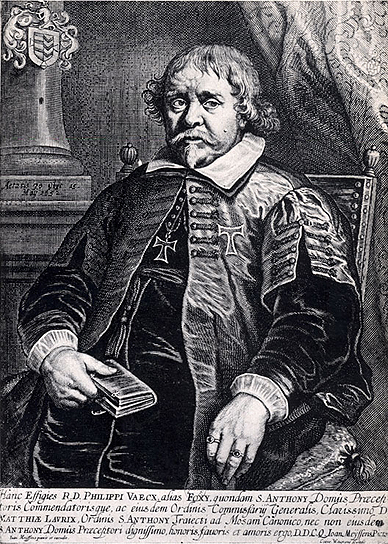
Portret door Joan Meyssens

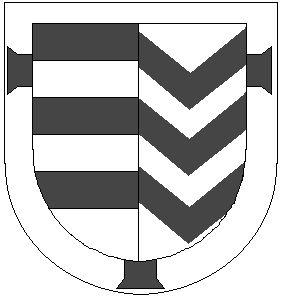
Wapenschild van de familie Vaecx alias Foxius

Philippus Vaecx, Foxius genoemd, was van 1628 tot 1652 commandeur van het Antonietenklooster in Maastricht, een commanderij van de Orde van Sint-Antonius.

## Levensschets
De oudste vermelding van Vaecx is in een archiefstuk in Maastricht waarin de clericus Philippus Vaecx als rector van de kerk te Meeuwen wordt vermeld. De Maastrichter antonieten hadden het patronaatsrecht van de Sint-Martinuskerk in Meeuwen.
In 1628 werd Vaecx commandeur (plaatselijke overste) van het Maastrichtse Antonietenklooster. Het beheer van de bezittingen en de leiding over de ridders, broeders, novicen en ondersteunend personeel lag in zijn handen. In het tweeherige Maastricht mochten, anders dan elders in de Republiek der Verenigde Nederlanden katholieke ridderorden blijven bestaan.
Commandeur Vaecx promoveerde zichzelf in 1628 tot "commandeurgeneraal van de Balijen Vlaanderen en Maastricht", een titel die hem niet toekwam omdat paus Martinus V in 1477 Maastricht en de Vlaamse commanderijen onder het gezag van de abdij te Saint-Antoine plaatste.
Om in Maastricht sterker te staan tegenover de Spaanse overheid - en vanaf 1632 de Hollandse - vroeg commandeur Vaecx de Franse koning Lodewijk XIII een verklaring te tekenen waarin deze de commanderij in Maastricht onder zijn bescherming nam. Boven de kloosterpoort verscheen een wapenschild met het wapen van Lodewijk XIII. De abt van Saint-Antoine bevestigde de ijverige commandeur door hem de bezitloze commende van Vlaanderen te geven en hem dispensatie te verlenen vanwege het feit dat een commandeur slechts één commende mocht bezitten.
De verovering van Maastricht op 22 augustus 1632 bracht de stad in Staatse, en dus hoofdzakelijk protestantse, handen. De rechten en vrijheden van vele kloosters en religieuze instellingen, waaronder ook de Commanderij van Sint-Antonius, werden door de Staten gegarandeerd. Op basis van de op 3 april 1633 door Lodewijk XIII getekende sauvegarde waarin de Franse koning zijn "vrienden en broeders (Koningen) alle huizen van de in het Franse Viennois gevestigde Orde van Sint-Antonius en ook die van de Bisdommen Mainz en Keulen en met name de bezittingen van de Orde van Sint-Antonius en de Antonianen van Keulen, Rosdorf, Höchst en Maastricht te verdedigen en te handhaven" bevestigde commandeur Vaecx een Frans wapenschild boven de poort van zijn Commanderij. De Staatse troepen waren in de strijd tegen Spanje bondgenoten van Frankrijk en toen zij een Frans wapenschild boven de poort zagen vroegen zij de Staten-Generaal in 's-Gravenhage om instructies. Zij mochten immers om de rommel in de straten van de in mei 1633 door de pest getroffen stad op te ruimen, karren vorderen en ook gebouwen voor het verplegen van de vele zieken.
De briefwisseling tussen Maastricht en Holland nam zoveel tijd dat het niet meer tot een inbeslagname van het nog door een enkele pater bewoonde commanderij kwam. Al de 25 broeders capucijnen in Maastricht en veel andere geestelijken gaven hun leven bij de verpleging van de besmettelijk zieken, maar commandeur Vaecx en zijn broeders waren, zo wordt vermeld, voor "de contagie gevlucht". Na zijn terugkeer in 1634 nam Vaecx desondanks nieuwe novicen aan.
Het hiernaast getoonde wapen van Philippus Vaecx laat zien dat hij het Tau-kruis van zijn orde niet alleen op zijn kleding droeg maar ook als schildzoom gebruikte.